# الدستور
الدستور (عربی: الدستور) یک روزنامه اردنی است. اولین شماره روزنامه الدستور در ۲۸ مارس سال ۱۹۶۷ در نتیجه ادغام دو روزنامه «فلسطین» و «المنار» منتشر شد و نام شرکت انتشارات اردن بر آن گذاشته شد که مسؤلیت انتشار روزنامه الدستور را برعهده داشت.

## انتخاب نام
انتخاب نام الدستور در حقیقت نمادی است از اصول، ارزش‌ها، امیدها و آرزوها و نمادی از وحدت مردم ما در میهن خود و بیان وابستگی این افراد به یک ملت و مبارزه برای وحدت جامع است. از سوی دیگر، روح توسعه و پیشرفت در زندگی دموکراتیک است که ما برای خودمان انتخاب کرده‌ایم و یک سپر است که آزادی ما و تجربه ما را محافظت می‌کند.

## تأسیس
این روزنامه توسط برادران محمود کامل الشریف و همکاران خود رجا العیسی و جمعه حماد تأسیس شد و یکی از روزنامه‌هایی است که نقش بزرگی در دانشگاه‌ها و دانشکده‌های عالی تخصصی بر عهده گرفته‌است. از ابتدای تأسیس نیز مهم‌ترین نویسندگان و روزنامه‌نگاران و هنرمندان اقدام به انتشار نظرات خود در آن نموده ویکی از ستونهای اصلی مطبوعات اردن را تشکیل دادند.